# Insulele Virgine Britanice la Jocurile Olimpice de iarnă din 2014
Insulele Virgine Britanice au participat la Jocurile Olimpice de iarnă din 2014 din Soci, Rusia în perioada 7 - 23 februarie 2014. Echipa este formată dintr-un singur sportiv, cel de-al doilea care concurează pentru această țară în istoria sa olimpică.

## Competitori
| Sport          | Masculin | Feminin | Total |
| -------------- | -------- | ------- | ----- |
| Schi acrobatic | 1        | 0       | 1     |
| Total          | 1        | 0       | 1     |

## Schi acrobatic
Conform listei de sportivi calificați publicată la 20 ianuarie 2014, Insulele Virgine Britanice au avut un sportiv calificat. Peter Crook a devenit primul sportiv din țara lui care concurează pe zăpadă. Crook a terminat pe locul 27 din 29 de participanți la proba de calificare snow-board half-pipe masculin, ceea ce înseamnă că nu s-a calificat. Participând cu un singur sportiv, Insulele Virgine Britanice nu au obținut nicio medalie.
| Sportiv     | Probă              | Calificări | Calificări | Calificări  | Calificări | Finala           | Finala           | Finala           | Finala           |
| Sportiv     | Probă              | Manșa 1    | Manșa 2    | Cel mai bun | Loc        | Manșa 1          | Manșa 2          | Cel mai bun      | Loc              |
| ----------- | ------------------ | ---------- | ---------- | ----------- | ---------- | ---------------- | ---------------- | ---------------- | ---------------- |
| Peter Crook | Half-pipe masculin | 24.20      | 25.20      | 25.20       | 27         | Nu s-a calificat | Nu s-a calificat | Nu s-a calificat | Nu s-a calificat |